# ネヴェン・スボティッチ
ネヴェン・スボティッチ（セルビア語: Heвeн Cубoтић、Neven Subotić、1988年12月10日 - ）は、ユーゴスラビア（現ボスニア・ヘルツェゴビナ）・スルプスカ共和国・バニャ・ルカ出身の元サッカー選手。ポジションはディフェンダー。「ネベン・スボティッチ」と表記されることもある。セルビアとアメリカ合衆国の国籍を所持しているがセルビア代表を選択している。空中戦に強くセットプレーから得点を記録することが多い。

## クラブ経歴

### プロ入りまで
1988年、ユーゴスラビア社会主義連邦共和国の構成国のひとつであるボスニア・ヘルツェゴビナ社会主義共和国のバニャ・ルカで、セルビア人の両親の間に誕生した。幼い頃はバニャ・ルカ地方のプルニャヴォル(en)で過ごした。1990年に父のジェリコが求職のためドイツに移住した後にボスニア・ヘルツェゴビナ紛争が始まり、1994年に5歳だったネヴァンは母のスヴェトラーナや姉妹と共に父のいるドイツへ出国した。一家はバーデン＝ヴュルテンベルク州にあるシェーンベルク(en)に住み、ネヴァンは7歳の時に地元のTSVシュヴァルツェンベルクでサッカーを始めた。
ドイツ政府の滞在許可が失効してボスニアへ国外退去させられるのを回避するため、1999年にスボティッチ一家はアメリカに渡り、ジェリコの従兄弟がいたユタ州のソルトレイクシティに住んだ。ネヴァンはここでスパルタ・ゴールドとインパクト・ブラックという2つのユースクラブでプレーした。この様な経緯から、ネヴァンはセルビアとアメリカの他、ボスニアとドイツのパスポートも持っている。
2年後、一家はフロリダ州のブレイデントンに転居し、姉のナターリヤはテニススクールで選手キャリアを求める事ができるようになった。このブレイデントンは17歳以下(U-17)アメリカ代表のベースキャンプ地でもあり、ネヴァンはここで練習をするうちにアシスタントコーチのキース・フルクに見出され、ジョン・エリンジャー監督によるテストに合格した後はU-17代表キャンプに常時参加する様になった。この間、ネヴァンはどのクラブにも所属しなかったが、南フロリダ大学（en）の練習に参加していた。
2005年、U-17アメリカ代表がオランダに滞在する間、ネヴァンは代理人のスティーヴ・ケリーから接触を受け、ヨーロッパでプレーする可能性を示された。テストでの合格後、ネヴァンはドイツ・ブンデスリーガ所属に所属する1.FSVマインツ05のユースチームに入団した。

### プロへ
マインツのユースチームに入団したネヴァン・スボティッチは、4部リーグに所属していたマインツのセカンドチームでプレーを始めた。2007年、2006/07年シーズンのブンデスリーガ1部最終節でスボティッチはプロチームでのデビューを果たしたが、この試合でバイエルン・ミュンヘンに敗れたマインツは2部降格が決まった。続く2007/08年シーズン、スボティッチはレギュラー選手として活躍し、マインツは同年のリーグ戦で最少の37失点にとどめたが、最終順位は4位で1部復帰を逃した。
2008年夏、マインツの監督だったユルゲン・クロップが1部クラブのボルシア・ドルトムントの新監督に就任すると、スボティッチは監督について移籍する形となり、2008年6月4日、ドルトムントと5年契約を結んだ。2008/09年のブンデスリーガでスボティッチは強固な守備力と6つのゴールで注目され、ブンデスリーガのベストイレブンに選ばれた。
2009年7月には新たな契約を結び、2014年夏までドルトムントに所属する事になった。2009/10年シーズンでは、4人しかいないリーグ戦全試合フル出場選手の一人となった。
しかしトーマス・トゥヘルが監督になってからは、骨折の影響もあってか公式戦にわずか2試合しか出られず苦難の日々が続いた。そして2016年7月6日に自身のホームページでクラブ退団の意思を固めた。やがてプレミアリーグに昇格したばかりのミドルズブラFCからのオファーがあったが、メディカルチェックに引っかかってしまい破談となってしまう。結局このシーズンは残留することとなった。
その後も出場機会を得ることがほとんど無かったが、2016-17年の冬に期限付き移籍で1.FCケルンに加入した。シーズン終了後に復帰。
2019年7月、ブンデスリーガ1部に昇格した1.FCウニオン・ベルリンへ2021年6月までの2年契約で完全移籍。
2020年9月17日、デニズリスポルと契約したことが発表された。
2021年2月1日、SCラインドルフ・アルタッハに6か月の契約で移籍した。

## 代表経歴
セルビアとアメリカの国籍を所持していたことから、2005年にU-17アメリカ代表としてFIFA U-17世界選手権に出場した。また2007年にはFIFA U-20ワールドカップにも出場した。
フル代表ではセルビア代表を選択し、2009年3月28日にはセルビア代表として2010 FIFAワールドカップ・ヨーロッパ予選のルーマニア代表戦でA代表初キャップを記録。2009年6月10日のフェロー諸島戦では代表初得点を挙げた。2010 FIFAワールドカップメンバーにも選出された。
2014年10月、セルビア代表のディック・アドフォカート監督がスボティッチとアデム・リャイッチを代表でのプレーに意欲的でないとして、2人を今後招集しない方針を明らかにした。アドフォカートは「スボティッチとメール等をやりとりした結果、彼が代表でのプレーを望んでいない事を確信した。そうであれば、チームの雰囲気を壊さないために、そういう姿勢の選手は外すのがベストだと思う」と語っている。

## 代表歴

### 出場大会
- セルビア代表
  - 2010年 - 2010 FIFAワールドカップ（グループリーグ敗退)

### 試合数
- 国際Aマッチ 35試合 2得点（2009年-2013年）[6]

| セルビア代表 | 国際Aマッチ | 国際Aマッチ |
| 年           | 出場        | 得点        |
| ------------ | ----------- | ----------- |
| 2009         | 9           | 1           |
| 2010         | 10          | 0           |
| 2011         | 8           | 0           |
| 2012         | 3           | 1           |
| 2013         | 5           | 0           |
| 通算         | 35          | 2           |

## タイトル

### クラブ
ボルシア・ドルトムント
- ブンデスリーガ：2回 (2010-11, 2011-12)
- DFBポカール：1回 (2011-12)
- DFLスーパーカップ：2回 (2013, 2014)